# LB-5轟炸機
Keystone LB-5是基斯通飛機公司於1920年代末期生產的轟炸機。基斯通給它起了個綽號海盜(英語：Pirate)，但該名稱並沒有被美國陸軍航空兵團正式採用。

## 發展

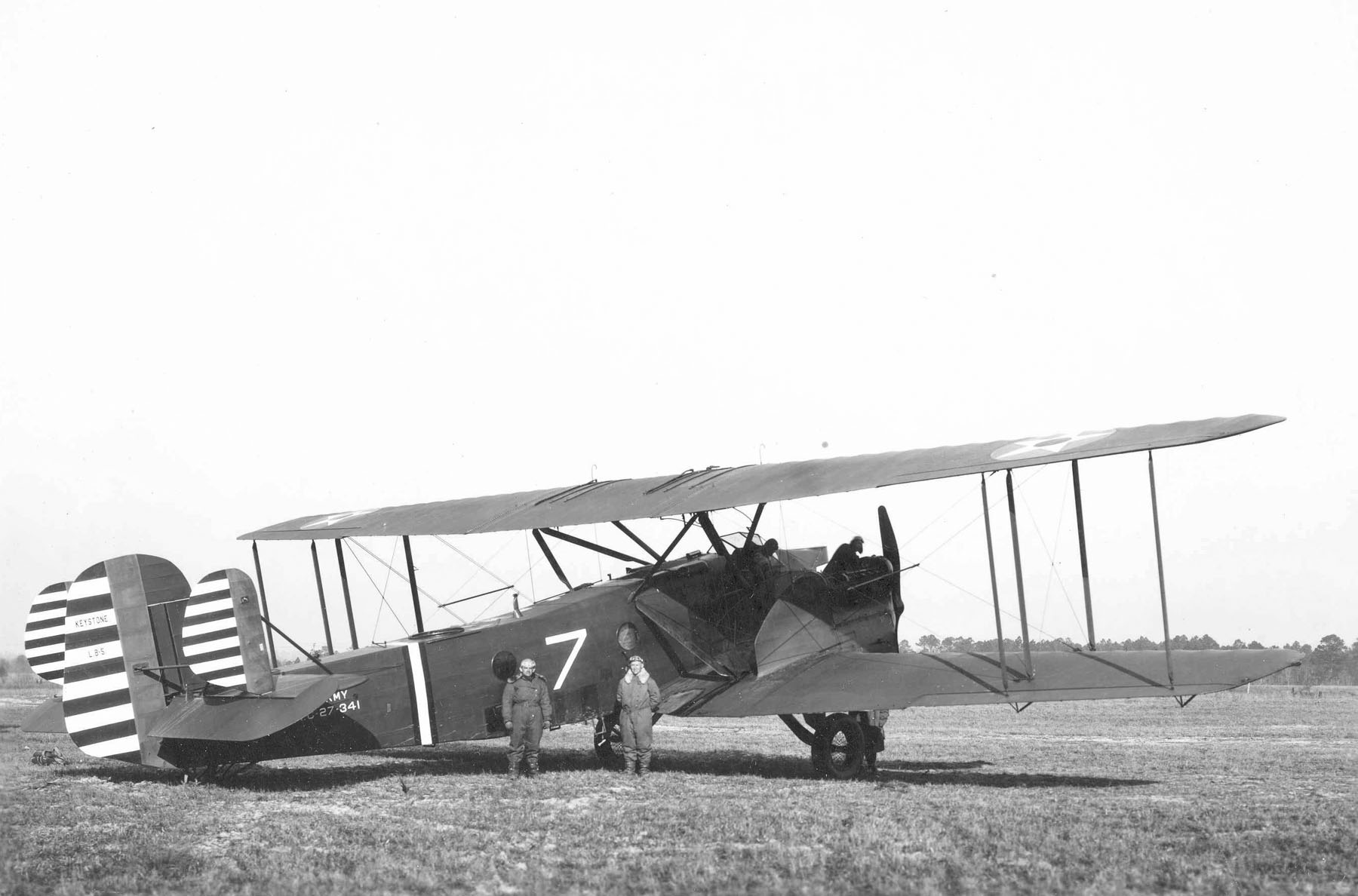
三尾翼的LB-5

LB-5於1923年與XLB-1一起首次亮相，是一款大型單艙傳統雙翼飛機。與該系列的大多數機型一樣，該機是一架雙引擎飛機，引擎安裝在下機翼的機艙中。原型機XLB-5與XLB-1一樣有一個單尾翼，10架LB-5改為三尾翼，而最後一批25架被重新設計為雙尾翼並命名為LB-5A。
其Liberty L-12引擎採用硬鋁可調螺距螺旋槳，由匹茲堡的標準鋼螺旋槳公司（漢密爾頓標準螺旋槳公司的前身）製造。1925年至1927年間，對其螺旋槳葉片至少進行了9次拉伸強度測試，其中一次報告在34小時飛行時間和10小時測試後出現故障。

## 參考

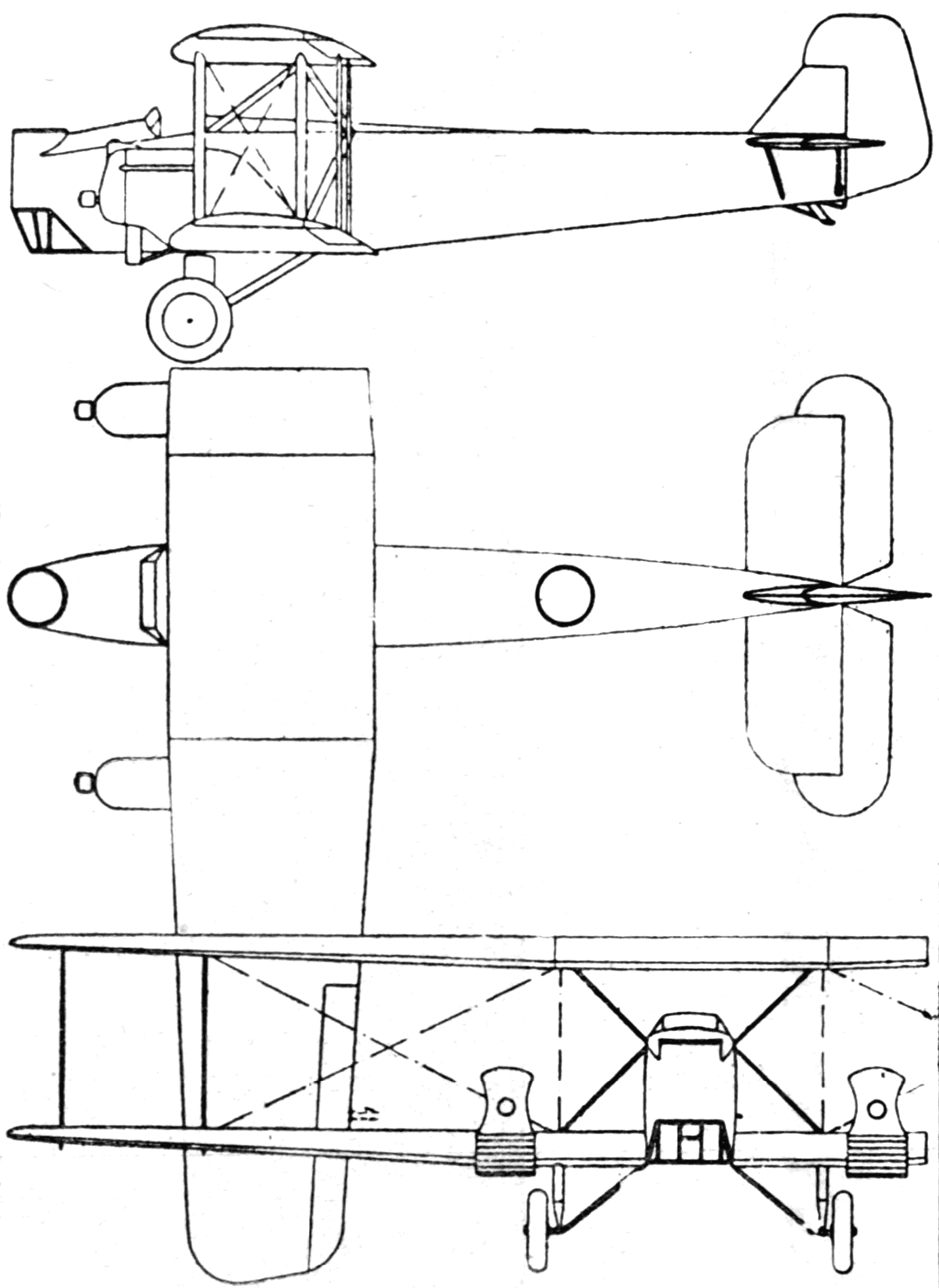
Keystone XLB-5 3-view drawing from L'Air February 15,1928

## 型號

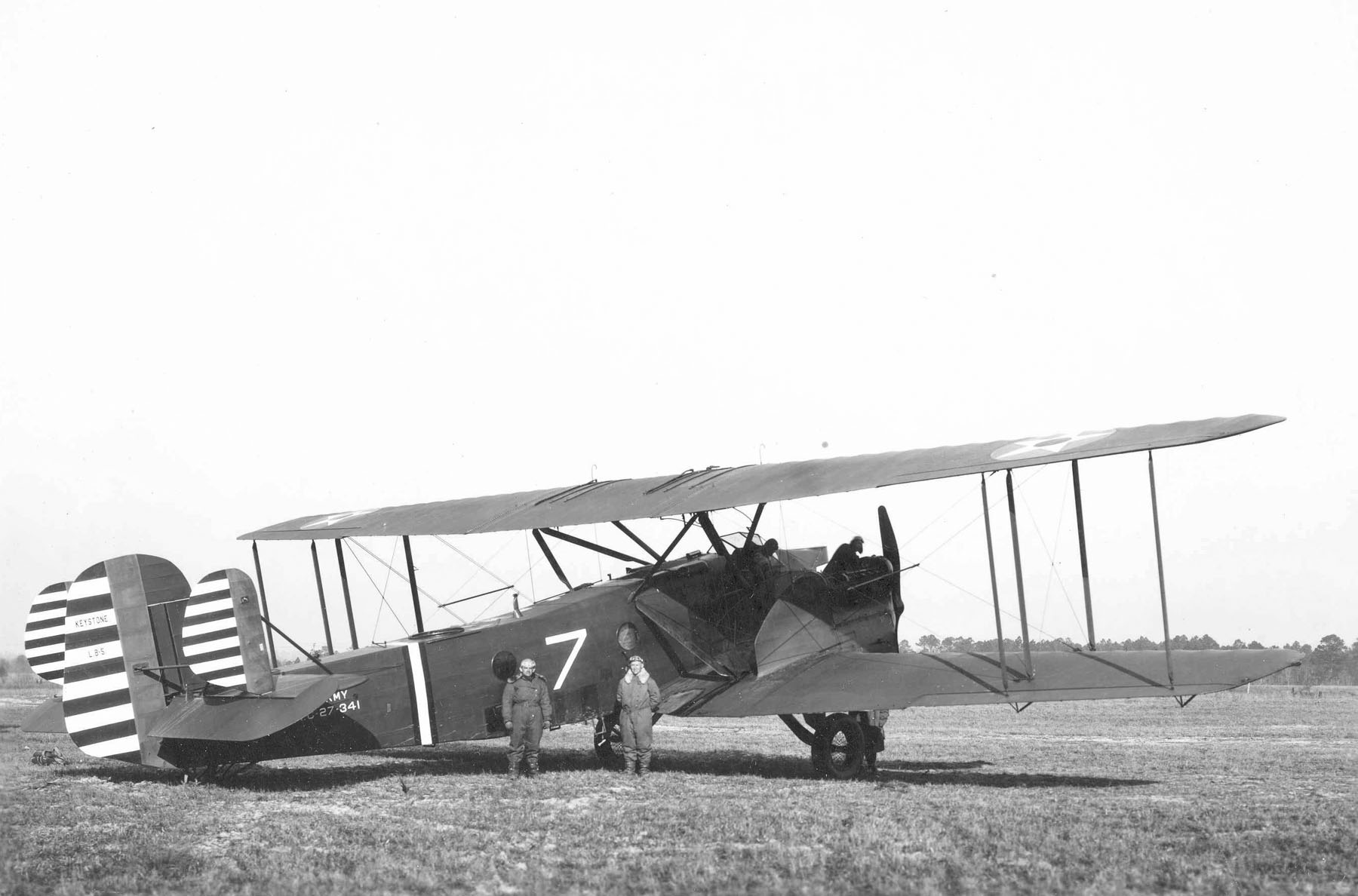
LB-5 with triple tail fins

XLB-5由LB-1轟炸機改裝而成的單尾翼原型機，共1架
LB-5三尾翼的量產版本，共10架
LB-5A量產版的雙尾翼轟炸機，共25架

### 註記
1. ↑  "LB-5 fact sheet." National Museum of the United States Air Force. Retrieved: 14 July 2017.
2. ↑  Miller, Dr. Roger G. "Four 'Caterpillars' and a funeral documents on the crash of the Huff-Daland XLB-5." Air Power History, Fall 2002.

### 書目
- Taylor, Michael J. H. Jane's Encyclopedia of Aviation. London: Studio Editions, 1989, p. 559.
- World Aircraft Information Files. London: Bright Star Publishing, File 899 Sheet 09.

## 外部連結
- National Museum of the USAF XLB-5 fact sheet
- National Museum of the USAF LB-5 fact sheet
- National Museum of the USAF LB-5A fact sheet
- American Bombing Aircraft